# Fayo
Pour l’article ayant un titre homophone, voir Fayot.
Mario LeBlanc, mieux connu sous le pseudonyme de Fayo, est un auteur-compositeur-interprète et musicien canadien d'origine acadienne né le 18 octobre 1977 à Dieppe (Nouveau-Brunswick, Canada) et mort le 30 septembre 2024.

## Biographie
Dès l'âge de 13 ans, Fayo se lance dans l'écriture de chansons. Il fait ensuite partie du groupe Réveil jusqu'en 1996 en tant que chanteur. Poète, il écrit un recueil de poésie acadienne nommé Taches de naissance en 1999.
Peu après, il commence sa carrière solo. Il remporte le prix de l'auteur-compositeur de l'année du Gala de la chanson de Caraquet en 2000,, ce qui lui donne une très bonne visibilité. L'interprète part ensuite en tournée avec son album La fièvre des fèves accompagné de ses deux comparses : Rémi Arsenault à la contrebasse et Steven LeBlanc à la guitare. Cette même année, l'artiste et poète remporte le Prix Éloizes de la découverte de l'année.
Très présent au Festival interceltique de Lorient, il partage son amour de l'Acadie avec les spectateurs français.
Le chiac qu'il exploite à merveille dans ses chansons montre que cette langue garde toute sa vigueur. Il a enregistré un second album, Accent aigu, qui traite de son fameux « accent », des inondations chez des gens de sa famille en Louisiane, de jolies rencontres et de la manière dont il aime avoir « le cul dans l'sable »...
Fayo chante le quotidien avec un style propre à lui, mélangeant le folk, le rock et la poésie urbaine.
En parallèle de sa carrière musicale, il exerce la profession de concierge à l'École-Sur-Mer de Summerside, sur l'Île-du-Prince-Édouard.

## Discographie
- La Fièvre des fèves (2001)
- Accent aigu (2006)
- Fayo (2012)